# Shitou Baizu Xiang
Shitou Baizu Xiang (kinesiska: 石头, 石头白族乡) är en socken i Kina. Den ligger i provinsen Yunnan, i den sydvästra delen av landet, omkring 340 kilometer nordväst om provinshuvudstaden Kunming. Antalet invånare är 9 107. Befolkningen består av 4 416 kvinnor och 4 691 män. Barn under 15 år utgör 15,0 %, vuxna 15-64 år 76 %, och äldre över 65 år 8,0 %.
Genomsnittlig årsnederbörd är 1 028 millimeter. Den regnigaste månaden är juli, med i genomsnitt 305 mm nederbörd, och den torraste är november, med 3 mm nederbörd.